# Нуменорски крале (списък)
Нуменорски крале са персонажи от книгите на Дж. Р. Р. Толкин. Смята се, че Нуменорското кралство е създадено през 32 г. от Втората епоха и негов първи крал е Елрос. 

## Списък на кралете
- Елрос Тар-Миниатур
- Вардамир
- Тар-Амандил
- Тар-Елендил
- Тар-Менелдур
- Тар-Алдарион
- Тар-Анкалиме
- Тар-Анарион
- Тар-Сурион
- Тар-Телпериен
- Тар-Минастир
- Тар-Кирятан
- Тар-Атананамир Велики
- Тар-Анкалимон
- Тар-Телемайте
- Тар-Ванимелде
- Тар-Алкарин
- Тар-Калмакил
- Тар-Ардамин
- Тар-Херуномен
- Тар-Хостамир
- Тар-Фаласион
- Тар-Телемнар
- Тар-Палантир
- Тар-Калион
- Тар-Мириел